# Матильда II де Бурбон-Дампьер
Матильда (Маго) II де Бурбон-Дампьер (фр. Mathilde (Mahaut) II de Bourbon-Dampierre; ок. 1234 — 1262) — дама де Бурбон с 1249, дама де Донзи, де Перш-Гуэ и де Монмирай с 1254, графиня Невера, Осера и Тоннера с 1257, старшая дочь Аршамбо IX, сеньора де Бурбон, и Иоланды де Шатильон, дамы де Донзи.

## Биография
Матильда была одной из богатейших невест в Бургундии. В феврале 1248 года, накануне Седьмого крестового похода, был заключён контракт о её браке с Эдом Бургундским, старшим сыном и наследником герцога Бургундии Гуго IV. Одновременно был заключён контракт о браке сестры Матильды, Агнес, с Жаном Бургундским, младшим братом Эда.
В 1249 году во время крестового похода погиб Аршамбо IX, отец Матильды, после чего она унаследовала сеньорию Бурбон. После гибели в 1250 году её дяди Гоше де Шатильона Матильда стала наследницей своей прабабушки, Матильды де Куртене, графини бургундских графств Невер, Осер и Тоннер. С учётом того, что Эд, муж Матильды, был наследником герцогства Бургундия, их дети должны были объединить большие владения.
В 1254 году, после смерти матери, Матильда унаследовала и владения — сеньории Донзи, Ла Перш-Гуэ и Монмирай. А в 1257 году, после смерти Матильды де Куртене — Невер, Осер и Тоннер. Её соправителем стал муж.
Матильда умерла в 1262 году. Поскольку дочери Матильды и Эда были ещё малы, владения оказались под управлением Эда. Сеньория Бурбон при этом перешла к Агнес, сестре Матильды, и её мужу Жану Бургундскому.

## Брак и дети
Муж: с февраля 1248 (контракт) Эд Бургундский (1230 — 4 августа 1266), граф Невера, Осера, Тоннера и сеньор де Донзи, де Перш-Гуэ и де Монмирай. Дети:
- Иоланда Бургундская (ок. 1248/1249 — 2 июня 1280), графиня Невера с 1262; 1-й муж: с июня 1265 Жан Тристан Французский (8 апреля 1250 — 3 августа 1270), граф Валуа и Крепи с 1269, граф Невера (по праву жены) с 1265; 2-й муж: с марта 1272 Роберт III Бетюнский (ок. 1247 — 17 сентября 1322), сеньор Бетюна с 1264, граф Невера (по праву жены) 1272—1280, граф Фландрии с 1305
- Маргарита Бургундская (1249—1308), графиня Тоннера с 1273; муж: с 18 ноября 1268 года Карл I Анжуйский (21 марта 1227 — 7 января 1285), король Сицилии в 1266—1282, Неаполя с 1266, граф Анжу и Мэна с 1246, граф Прованса и Форкалькье с 1246, титулярный король Иерусалима с 1277, король Албании с 1272, князь Ахейский с 1278
- Алиса Бургундская (1254—1290), графиня Осера с 1273; муж: Жан I де Шалон (1243 — 10 ноября 1309), сеньор де Рошфор с 1266, граф Осера (по праву жены) с 1273
- Жанна Бургундская (ок. 1253 — 1271)